# Henri G. Hers
Henri-Géry Hers (23 de julio de 1923 - 14 de diciembre de 2008) fue un fisiólogo y bioquímico belga, y profesor en la Université Catholique de Louvain. Se destacó por su trabajo sobre el metabolismo de los carbohidratos y los trastornos genéticos asociados con él. Un ejemplo es la enfermedad de Hers (enfermedad por almacenamiento de glucógeno tipo VI) causada por la deficiencia de fosforilasa hepática asociada con un hígado agrandado e hipoglucemia leve. En 1966 recibió el Premio Francqui de Ciencias Biológicas y Médicas, y en 1975 el Premio Internacional Fundación Gairdner de la Fundación Gairdner.